# Phellus olgae
Phellus olgae là một loài ruồi trong họ Asilidae. Phellus olgae được Paramonov miêu tả năm 1953. Loài này phân bố ở miền Australasia.